# 十力
十力（じゅうりき）は、仏や菩薩が持つ10種の力のことである。

## 仏の十力
仏（如来）が具える10種の力のこと。
- 処非処智力[1] - 道理と、非道理との違いをはっきりと見分ける力
- 業異熟智力[1] - 業とその果報因と果の関係を知る力
- 静慮解脱等持等至智力[1] - 禅定を知る力
- 根上下智力[1] - 衆生の機根の優劣を知る力
- 種種勝解智力[1] - 衆生の喜楽差別を知る力
- 種種界智力[1] - 衆生の無始の過去世より薫習されてきた性格、気性を知る力
- 遍趣行智力[1] - 衆生が地獄や涅槃など種々に赴くことになる行因を知る力
- 宿住随念智力[1] - 自他の過去世を思い起こす力
- 死生智力 [1]- 自他の来世を知る力
- 漏尽智力[1] - 自他が涅槃に達したことを知る力

## 菩薩の十力
十廻向の第九無縛無著解脱廻向にある菩薩の具える10種のはたらきで、深心力（探心力）・増上深心力（深心力）・方便力・智力（智慧力）・願力・行力・乗力・神変力（遊戯神通力）・菩提力・転法輪力のこと。